# Conwoïon
Saint Conwoïon (parfois aussi écrit Convoyon ou Konvoion) est moine bénédictin qui serait né vers 790 à Comblessac (actuelle Ille-et-Vilaine) d'une famille d'origine gallo-romaine de rang sénatorial (« ex genere senatorio »). Il est décédé le 5 janvier 868 à Maxent. Il est le fondateur de l'abbaye bénédictine de Redon.

## Biographie

### Étymologie
La forme trouvée dans les chartes est Konuuoion, mais on rencontre plus tard la forme française Convoyon et le breton Konvoion. D'origine celtique, le nom propre « Conwoion » est composé de kon, « guerrier », et de uuoion, « sincère ».

### Fondateur de l'abbaye de Redon

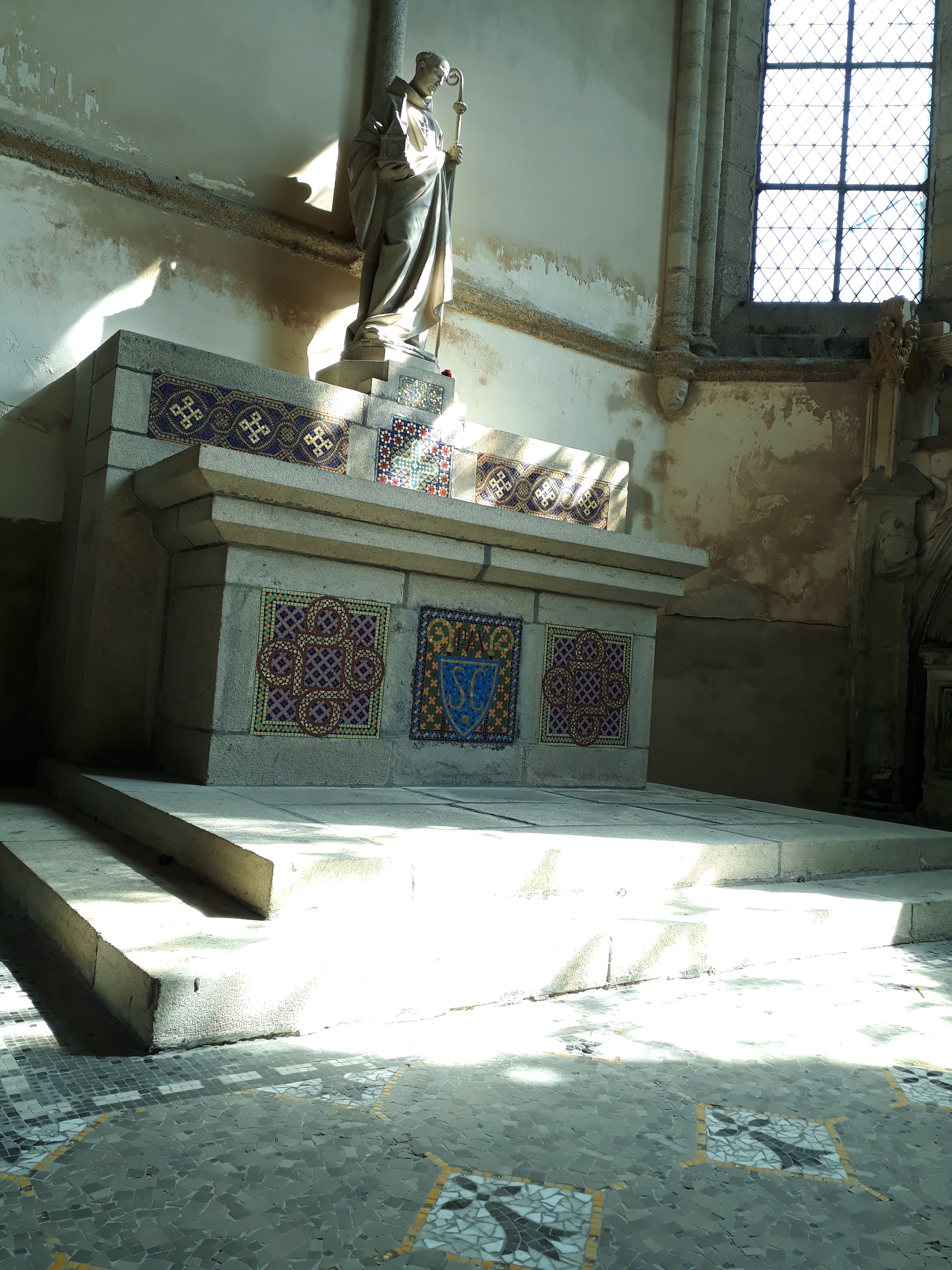
Chapelle dédiée à saint Conwoïon dans l'abbatiale Saint-Sauveur de Redon.

Encore jeune prêtre, Conwoïon reçoit le titre d'archidiacre des mains de l'évêque de Vannes, Raginarius (Régnier, Renier). Néanmoins, il désire embrasser une vie monastique et quitte ainsi Vannes en étant suivi de 5 prêtres. Il trouve dans l'actuelle ville de Redon, un site propice à l'implantation d'un oratoire destiné à l'étude de la philosophie et de la méditation, à la confluence de l'Oust et de la Vilaine, dans un lieu nommé Roton, entouré de hautes collines. Conwoïon s'enquiert de la disponibilité du site auprès d'un machtiern nommé Ratvili, seigneur local et propriétaire des lieux. Selon l'usage en vigueur, Ratvili tenait ses assises au bord d'une fontaine, où il accepte la demande des moines et leur concède le terrain de Roton. La séance a lieu en présence de son fils, Catworet, ainsi que de différents témoins dont Catwallon et Mainworon. Cependant, étant donné que certains seigneur locaux s'opposent à la cession du terrain, Conwoïon charge l'un de ses frères, nommé Louhemel, de se rendre au roi Nominoë afin d'obtenir son assistance et sa protection, il s'exprime en ces termes : « c'est de la part de Conwoïon, mon abbé, et des moines, nos frères, que je viens ici vous demander, au nom de Jésus Christ, protection et assistance. Etablis en un lieu désert, nous voulions y bâtir un oratoire où, chaque jour, nous pussions invoquer Dieu pour le salut de la Bretagne entière. Mais nous avons pour voisin des tyerns chez lesquels n'existent ni la crainte de Dieu ni le respect des hommes, et qui s'opposent, autant qu'ils peuvent, à notre dessein. Et pourtant, ce n'est ni la crainte de la misère, ni l'envie de nous créer des richesses mondaines, mais uniquement le désir de gagner le Ciel, qui nous a rassemblés dans ce lieu solitaire. » En 833, avec le soutien du machtiern Ratvili et de Nominoë, il obtient de l'empereur Louis le Pieux (qui le confirmera en 834) le droit de fonder une abbaye placée sous l'invocation du Saint-Sauveur à Redon et y fait suivre la règle de saint Benoît.
Les six disciples cofondateurs de l'abbaye Saint-Sauveur de Redon sont saint Tethwin, saint Gerfroi, saint Fivetein, saint Conhouarn, saint Condéloc et saint Riowen ; saint Lohémel est un autre de ses disciples.

### Un travail diplomatique
Conwoïon doit défendre le projet auprès des instances existantes, mais il rencontre en cela, de l'opposition. De la part de Régnier, évêque de Vannes, qui lui reproche d'avoir quitté Vannes avec l'élite du clergé. Et de la part de Ritchouin, Comte de Nantes, qui en veut à l'abbé d'être ami avec un homme de plus haute importance que lui. Ainsi lorsqu'il se rend, en 832, au palais de Joac dans le Limousin pour rencontrer l'empereur, afin de faire confirmer la donation de Ratvili, Régnier et Ritchouin tentent de convaincre l'empereur que ce lieu de confluence est stratégique et ne doit pas entrer en possession des moines, qui ne sauraient assurer la défense des lieux. Plus tard, à Tours, Conwoïon accompagné de Condeloc, il reçoit également un désaveu de l'empereur une deuxième fois.
La réaction de Conwoïon fut surtout de la déception : il demande aux moines qui l'accompagnent de descendre au marché avec la cire qu'ils avaient apporté pour l'empereur, afin de la revendre.
En 836, alors que les Bretons et les Francs s'opposent, Nominoë envoie des ambassadeurs à Louis le Débonnaire pour demander s'il autorise ce qu'il qualifie d'invasion. Conwoïon accompagne la députation, et il est accueilli avec bienveillance par l'empereur qui accède aux demandes de l'abbé de Redon, et ajoute au domaine de l'abbaye, les trois paroisses de Renac, Platz et Arthon.

### Conseiller de Nominoë
Il devient le conseiller de Nominoë dans la partie délicate que celui-ci joue quand le dux fidèle à Louis le Pieux décide en 840 de ne plus faire allégeance à Charles le Chauve. Le futur saint aurait même fait le voyage de Rome pour le défendre devant le pape.
Le pape Léon IV chargera par la suite Conwoïon d'apporter en Bretagne le corps de saint Marcellin, pape et martyr, ainsi que divers objets de culte pour son abbaye.

### Mort
Vers 866-867, Ritcand le remplace à l'abbatiat de Redon. Les Vikings envahissent par la suite la vallée de la Vilaine, l'obligeant à se replier au monastère de Plélan-le-Grand avec plusieurs de ses moines, où il meurt vraisemblablement en 868.
À la suite des attaques fréquentes des Vikings dans les années 860, Conwoïon et ses collègues se déplacèrent jusqu'à Maxent, près de Plélan-le-Grand, soutenus par Salomon de Bretagne et en renonçant provisoirement à l'abbaye Saint-Sauveur de Redon. C'est la raison pour laquelle il décéda le 5 janvier 868 à Maxent, dans la région forestière.

### Hommages

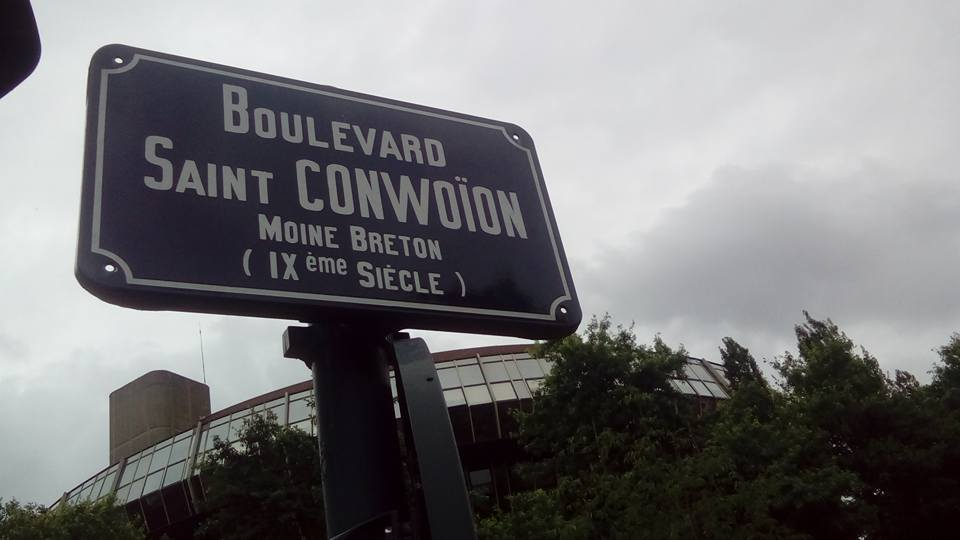
Boulevard Saint-Conwoïon à Rennes.

Saint Conwoïon est fêté le 5 janvier.
Devant l'intense dévotion qu'il continuait de susciter, presque mille ans après son décès, son culte fut ratifié en 1866 par Pie IX.
Une paroisse, à Redon, porte son nom.